# Stovner

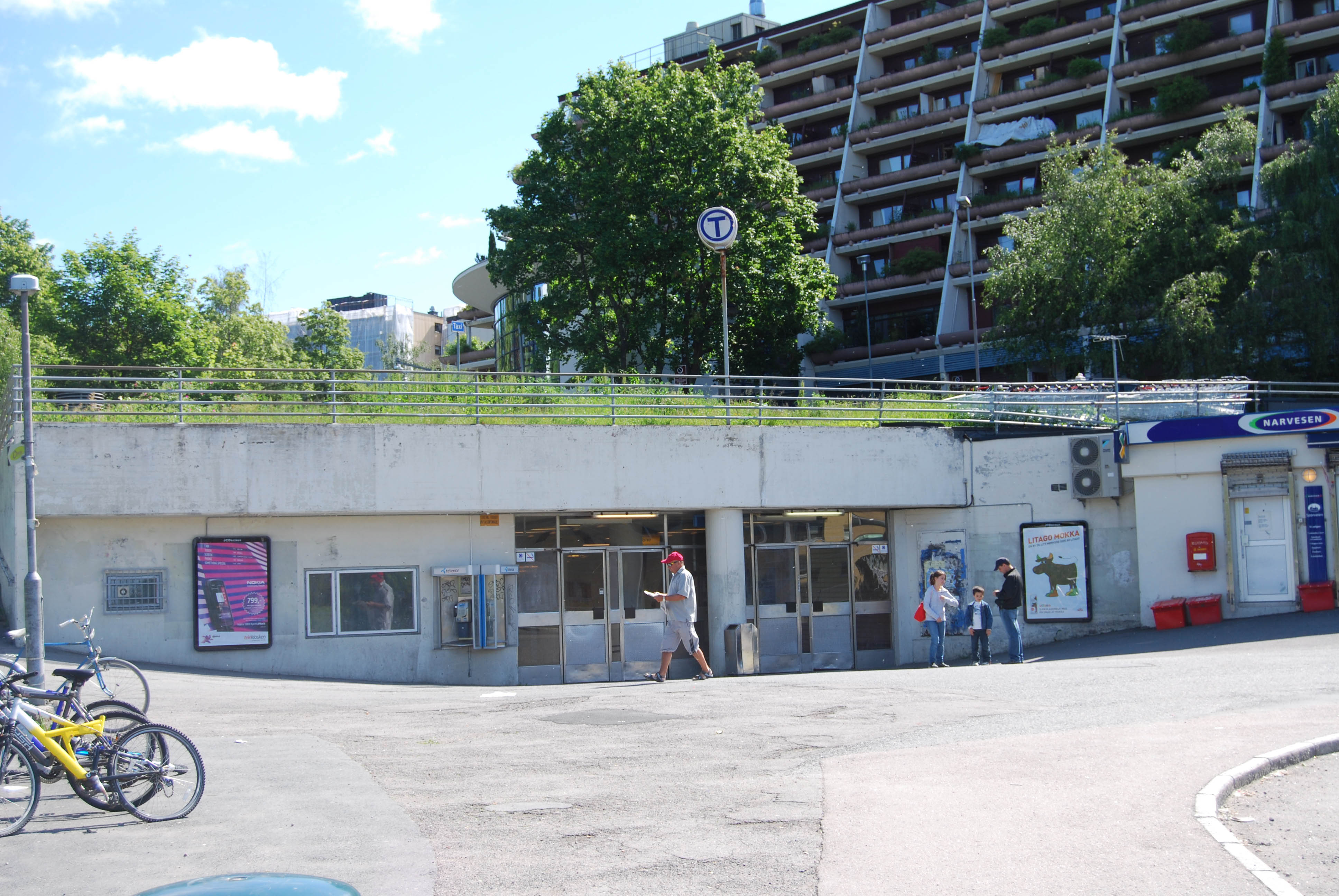
Station Stovner (Métro d'Oslo)

Stovner est un quartier (bydel) situé à l'extrême nord-est de la ville d'Oslo, en Norvège.
Historiquement, Stovner est le nom d'une ferme de la commune d'Østre Aker. L'ancienne commune d'Østre Aker fusionne avec Oslo en 1948, la fusion étant à la fois incitée et suivie par une expansion massive de la ville. L'arrondissement Stovner d'aujourd'hui est construit sur les champs de la ferme Stovner, dont la première mention remonte au XIVe siècle, ainsi que sur les champs de plusieurs autres fermes situées dans la zone couverte par l'arrondissement. La majeure partie des structures modernes de grande hauteur sont construites par Selvaag et achevées dans la première moitié des années 1970, ainsi que plusieurs écoles, une ligne de métro vers le centre d'Oslo et un centre administratif. Les trois dernières gares de Grorudbanen — Rommen (en), Stovner et Vestli — se trouvent dans l'arrondissement de Stovner.
Stovner est l'arrondissement d'Oslo et de Norvège avec la plus forte densité d'immigrants. La proportion de nouveau-nés issus de l'immigration est de 80%.